# Чемпионат мира по хоккею с шайбой среди молодёжных команд 1974
1-й неофициальный чемпионат мира по хоккею с шайбой среди молодёжных команд прошёл в городе Ленинград с 27 декабря 1973 года по 6 января 1974 года. Звание чемпиона мира разыгрывали шесть сборных по круговой системе. Победу одержали хоккеисты сборной СССР, 2 место заняла сборная Финляндии. Бронзовые медали достались сборной Канады.

## Составы команд
СССР.

Вратари: Владимир Мышкин (3 матча — 3 пропущенных шайбы), Юрий Новиков (3, 9).

Защитники: Владимир Кучеренко (5 матчей, 1 заброшенная шайба + 3 голевых передачи, 8 минут штрафа), Александр Малюгин (4, 1+3, 0), Владимир Лохматов (4, 1+2, 2), Фёдор Канарейкин (5, 1+1, 8), Зинэтула Билялетдинов (5, 1+0, 5), Михаил Ковалёв (4, 0+1, 13), Василий Первухин (2, 0+1, 0), Сергей Бабинов (2, 0+0, 0).

Нападающие: Виктор Хатулев (4, 3+6, 2), Эдмунд Васильев (4, 7+1, 2), Борис Александров (5, 6+1, 22), Виктор Вахрушев (5, 1+6, 2), Владимир Гостюжев (5, 1+5, 10), Сергей Меликов (5, 4+0, 0), Евгений Лукашин (5, 3+1, 0), Борис Чучин (3, 2+1, 0), Александр Корниченко (5, 2+1, 4), Виктор Жлуктов (5, 1+2, 11), Владимир Голиков (5, 1+4, 4), Владимир Лаврентьев (2, 0+0, 0).

Старший тренер Юрий Морозов, тренер Евгений Майоров.

## Итоговая таблица и результаты
| Место | Сборная      | Союз Советских Социалистических Республик | Финляндия | Канада | Швеция | Соединённые Штаты Америки | Чехословакия | И | В | Н | П | ШЗ | ШП | О  |
| ----- | ------------ | ----------------------------------------- | --------- | ------ | ------ | ------------------------- | ------------ | - | - | - | - | -- | -- | -- |
| 1.    | СССР         |                                           | 6:2       | 9:0    | 5:4    | 9:1                       | 7:5          | 5 | 5 | 0 | 0 | 36 | 12 | 10 |
| 2.    | Финляндия    | 2:6                                       |           | 4:3    | 4:9    | 5:1                       | 6:4          | 5 | 3 | 0 | 2 | 21 | 23 | 6  |
| 3.    | Канада       | 0:9                                       | 3:4       |        | 5:4    | 5:4                       | 4:2          | 5 | 3 | 0 | 2 | 17 | 23 | 6  |
| 4.    | Швеция       | 4:5                                       | 9:4       | 4:5    |        | 11:1                      | 4:6          | 5 | 2 | 0 | 3 | 32 | 21 | 4  |
| 5.    | США          | 1:9                                       | 1:5       | 4:5    | 1:11   |                           | 3:2          | 5 | 1 | 0 | 4 | 10 | 32 | 2  |
| 6.    | Чехословакия | 5:7                                       | 4:6       | 2:4    | 6:4    | 2:3                       |              | 5 | 1 | 0 | 4 | 19 | 24 | 2  |

## Рейтинг и статистика

### Лучшие бомбардиры
| М  | Игрок             | Страна | Г | П | О |
| -- | ----------------- | ------ | - | - | - |
| 1  | Роланд Эрикссон   | Швеция | 5 | 4 | 9 |
| 2  | Виктор Хатулев    | СССР   | 3 | 6 | 9 |
| 3  | Эдмундс Васильевс | СССР   | 7 | 1 | 8 |
| 3  | Матс Уландер      | Швеция | 7 | 1 | 8 |
| 5  | Борис Александров | СССР   | 6 | 1 | 7 |
| 6  | Томас Градин      | Швеция | 4 | 3 | 7 |
| 7  | Дуг Джарвис       | Канада | 2 | 5 | 7 |
| 8  | Виктор Вахрушев   | СССР   | 1 | 6 | 7 |
| 9  | Бу Берглунд       | Швеция | 2 | 4 | 6 |
| 10 | Владимир Гостюжев | СССР   | 1 | 5 | 6 |

### Награды
Лучшие игроки, выбранные дирекцией ИИХФ
- Вратарь:  Фрэнк Салайв
- Защитник:  Владимир Кучеренко
- Нападающий:  Матс Уландер

Команда всех звезд, выбранная СМИ
- Вратарь:  Тапио Вирхимо
- Защитники:  Джим Туркевич —  Пол Макинтош
- Нападающие:  Томас Градин —  Роланд Эрикссон —  Исмо Вилла